# Ewa Sowińska
Ewa Barbara Sowińska (Bydgoszcz; 5 de Março de 1944 — ) é um político da Polónia. Ela foi eleito para a Sejm em 25 de Setembro de 2005 com 8536 votos em 9 no distrito de Łódź, candidato pelas listas do partido Liga Polskich Rodzin.
Ele também foi membro da Sejm 2001-2005.